# Sasalak Haiprakhon
Sasalak Haiprakhon (in thailandese ศศลักษณ์ ไหประโคน; Buriram, 8 gennaio 1996) è un calciatore thailandese, centrocampista del Buriram Utd e della Nazionale thailandese.

## Caratteristiche tecniche
È un esterno sinistro.

## Carriera

### Club
Ha giocato nella prima divisione thailandese.

### Nazionale
Con la nazionale thailandese ha preso parte alla Coppa d'Asia 2019.

## Palmarès

### Club

#### Competizioni nazionali
- Thai League 1: 5

Buriram United: 2017, 2018, 2021-2022, 2022-2023, 2023-2024
- Thai FA Cup: 1

Buriram United: 2022-2023, 2024-2025